# Budaslottets labyrint
Budaslottets labyrint är ett grottsystem med underjordiska gångar under Budaslottet i Budapest, Ungern. 
Labyrinten rankades år 2000 som en av världens 50 mest intressanta platser.[källa behövs] Där finns utställningar med vaxdockor i scener från en opera. Labyrinten är öppen som ett museum.